# When a Blind Man Cries
„When a Blind Man Cries“ е песен на английската рок група Дийп Пърпъл, първоначално достъпна само като B-страна на сингъла „Never Before“, издаден през 1972 г. Записана е по време на сесиите на Machine Head през декември 1971 г.
Според Иън Гилън, „Това е само пример, например, ако се сетите за фразата „ако слепец плаче“, тогава е доста тъжно, тези, които са в неравностойно положение, са склонни да се оплакват по-малко от тези, които са здрави“.

## Изпълнения на живо
Тъй като китаристът Ричи Блекмор не харесва „When a Blind Man Cries“, групата никога не свири песента на живо по време на престоя му в групата, с изключение на един случай, на 6 април 1972 г. в Квебек, Канада, когато Блекмор е болен и Ранди Калифорния от Spirit го заменя. Иън Гилън изпълнява песента често в началото на 90-те години.
Когато Джо Сатриани заменя Блекмор по време на турнето The Battle Rages On... през ноември 1993 г., „When a Blind Man Cries“ се присъединява към сетлиста още на 5 декември 1993 г. Оттогава песента се превръща в основно изпълнение на живо и се появява на повечето от албумите на живо, които групата е издала със Стийв Морз.
След като Стийв Морс се присъединява към групата, песента обикновено се удължава до около седем минути, когато се изпълнява на концерт с него, докато оригиналната песен е само три минути.
В допълнение, песента е издадена и на Gillan's Inn CD/DVD от Иън Гилън, с участието на слепия китарист Джеф Хийли.
През 2023 г. песента се завърна в техния сетлист с новия китарист Саймън Макбрайд.

## Изпълнители
- Иън Гилън – вокали
- Ричи Блекмор – китара
- Джон Лорд – клавишни
- Роджър Глоувър – бас китара
- Иън Пейс – барабани

## Кавъри
- Песента е кавър от Аксел Руди Пел за албума от 1991 г. Nasty Reputation, вокал Роб Рок.
- През 1999 г. Ричи Самбора от Бон Джоуви се появява като гост-музикант в албума на Stuart Smith Heaven and Earth на Stuart Smith, изпълнявайки кавър на тази песен.
- Гари Бардън прави кавър на песента за своя кавър албум от 2011 г. Rock n' Roll My Soul .
- Металика прави кавър на песента за Re-Machined: A Tribute to Machine Head на Deep Purple. Появява се и в третия (бонус) диск на албума Hardwired... to Self-Destruct.
- Turbo записа кавър на албума Awatar. Заедно с Neon Knight те са единствените песни, изпяти на английски в албума.